# Pasqualino Settebellezze
Pasqualino Settebellezze è un film del 1975 scritto e diretto da Lina Wertmüller.
La pellicola fu candidata a quattro Premi Oscar nel 1977: migliore regia, miglior film in lingua straniera, miglior attore protagonista e migliore sceneggiatura originale; Lina Wertmüller fu la prima donna ad essere candidata all'Oscar al miglior regista.

## Trama
Napoli, anni 1930. Pasqualino Frafuso, detto Settebellezze, è un guappo che tenta di farsi largo nella società aspirando all'onore e al rispetto. Il suo  soprannome deriva secondo alcuni dal fatto che è l’unico uomo di una famiglia composta da sette donne, secondo lui invece perché, pur essendo brutto, ha molto successo con le donne.
La maggiore delle sue sorelle, Concetta Frafuso, si innamora di Totonno, detto Diciotto carati, il quale è un "pappone" che la inganna promettendole di sposarla, ma poi la forza a prostituirsi nel suo postribolo. Pasqualino lo affronta, ma viene battuto e umiliato di fronte ad un folto pubblico di prostitute. Per vendicare l'onorabilità di sua sorella e quindi della sua famiglia, non gli resta che compiere un delitto d'onore. 
Intrufolatosi a casa di Totonno, lo trova disarmato e lo minaccia con la pistola, ma finisce per ucciderlo accidentalmente. Poiché Totonno era disarmato, il suo omicidio non può essere considerato "d'onore": ciò significa che Pasqualino rischia la prigione o addirittura la pena capitale. 
Sapendo questo, chiede aiuto a Don Raffaele, che gli consiglia di disfarsi del cadavere; quindi, maldestramente, Pasqulino taglia a pezzi il corpo di Totonno e ne nasconde gli arti in più valigie, che spedisce in destinazioni diverse. È convinto che con questo stratagemma non verrà mai scoperto, eppure viene immediatamente rintracciato e arrestato per omicidio. 
Per l'opinione pubblica diventa il mostro di Napoli. Al processo, non potendo far valere il movente d'onore, l'avvocato che gli procura Don Raffaele fa valere invece una presunta "infermità mentale" e gli evita così la pena capitale. Pasqualino viene comunque condannato a dodici anni, da scontare nel manicomio criminale di Aversa. 
Nel frattempo, sua madre e tutte le sue sorelle, per sopravvivere e pagare l'avvocato di Don Raffaele, diventano anche loro delle prostitute.
Nel 1941, dopo lo scoppio della seconda guerra mondiale, il regime fascista offre ai detenuti la possibilità di scontare la pena arruolandosi nella spedizione in Russia. Attaccato alla sua filosofia del "tirare a campà", Pasqualino accetta.
Durante la spedizione, tuttavia, riesce a disertare. Nella fuga conosce un altro soldato disertore, Francesco; quest'ultimo nutre un profondo disprezzo per il regime instaurato da Mussolini ed è pentito di aver acconsentito alla proposta di arruolamento.
I due giungono in Germania, dove vengono catturati dai nazisti e successivamente imprigionati in un lager, diretto da una grassa e sadica comandante; nel lager, Pasqualino e Francesco conoscono Pedro, un anarchico spagnolo che ha fallito diversi attentati nei confronti di Hitler, Salazar e Mussolini. 
Per salvare la pelle, Pasqualino fa la corte alla comandante, che accetta le sue avances e lo costringe ad avere più volte degli squallidi rapporti sessuali, resi ancor più ardui dalla debolezza dell'uomo dovuta alle privazioni della prigionia. Per metterlo alla prova, la nazista lo nomina kapò e un giorno lo costringe a scegliere sei detenuti da mandare a morte: Francesco si dimostra subito contrario al "ricatto schifosissimo" e cerca di convincere Pasqualino a rifiutarlo, ma quest'ultimo è terrorizzato dall'idea di morire in quell'inferno, e decide di accondiscendere.
Il giorno dopo, si tiene un appello nella piazza del lager: Pasqualino pronuncia i nomi delle persone da lui scelte per la fucilazione, ma in quel momento Pedro, esasperato dalla brutalità dei nazisti, si ribella e inizia ad insultarli. Inseguito dalle guardie, l'anarchico fugge nella latrina e tenta di scappare gettandosi in un fosso di feci liquide, ma le guardie lo raggiungono e fanno fuoco, uccidendolo apparentemente. Dinanzi all'uccisione a sangue freddo di Pedro, Francesco decide di seguirne l'esempio e inizia ad urlare insulti alle guardie e alla comandante, venendo puntualmente picchiato dagli altri kapò. Inutili sono i tentativi di Pasqualino di salvarlo: quest'ultimo viene costretto dalla stessa comandante ad ucciderlo, pena la morte. 
Per la prima volta nella sua vita, Pasqualino mostra dei dubbi verso la sua filosofia di sopravvivenza, ma Francesco gli chiede personalmente di ucciderlo, in quanto è esausto delle torture e del dolore vissuto nel lager. Disperato, Pasqualino uccide Francesco sparandogli un colpo in testa, mentre i sei detenuti vengono fucilati dalle guardie.
Terminata la guerra, Pasqualino torna in una Napoli devastata dalle bombe, dove ritrova le donne della sua famiglia e la giovane fidanzata, che lo accolgono amorevolmente. Tutte loro sono costrette a prostituirsi con gli Alleati, mentre Pasqualino è ormai un uomo cambiato, profondamente scosso dagli eventi di cui è stato protagonista, e che si vergogna profondamente del fatto che la sua volontà di sopravvivere abbia portato alla morte degli innocenti, tra cui i suoi cari amici.

La madre cerca di rincuorarlo: «Il passato è passato, non pensarci più a queste miserie! Tu sei vivo!». Pasqualino osserva la sua immagine nello specchio, che non riflette più il volto di un guappo pavoneggiante e attaccato alla dignità, bensì di un uomo sconfitto, umiliato e ferito; pur conscio della sua condizione, replica: «Sì... sono vivo».

## Produzione

### Sceneggiatura
Il soggetto del film è ispirato a una storia vera. Durante le riprese di Mimì metallurgico ferito nell'onore, Lina Wertmüller ebbe modo di parlare con una delle comparse, il quale le raccontò la propria storia e di come, dopo essere stato in un lager, si fosse ritrovato a fare la comparsa a Cinecittà. Colpita, la regista iniziò a lavorare alla sceneggiatura del film. 
Giancarlo Giannini, il protagonista, ha dichiarato, a seguito della sua partecipazione al Torino Film Festival per ricevere il premio Stella della Mole, così come in un documentario della RAI su Roma (2024), che il film nasce dalle dichiarazioni che gli fece il vero Pasqualino Settebellezze. Giannini registrò circa trenta, quaranta ore di conversazione con lui; poi tali resoconti furono ascoltati anche da Lina Wertmüller con la quale poi Giannini girò il film in questione. Giannini afferma che taluni episodi erano talmente crudi, da non poter essere inseriti nel film.

### Riprese
Il film fu girato in parte in Jugoslavia e in parte in Italia. In particolare, le scene della fuga di Pasqualino e Francesco nei boschi furono riprese in Jugoslavia. Su suggerimento dello scenografo Enrico Job, le riprese degli interni del lager nazista furono fatte a Tivoli, in una vecchia cartiera costruita sui resti di un tempio greco. Altre scene furono poi girate ad Aversa. La scena in cui Pasqualino incontra per la prima volta la suonatrice del pianino, nonché le scene ambientate all'interno del cortile del carcere e del manicomio, sono state girate presso il Castello Aragonese di Baia (Bacoli).

## Critica
Il film ebbe un grandissimo successo di pubblico anche negli Stati Uniti con il titolo Seven Beauties.

## Riconoscimenti
- 1977 - Premio Oscar
  - Candidatura come miglior film in lingua straniera (Italia)
  - Candidatura come migliore regia a Lina Wertmüller
  - Candidatura come miglior attore protagonista a Giancarlo Giannini
  - Candidatura come migliore sceneggiatura originale a Lina Wertmüller
- 1977 - Golden Globe
  - Candidatura come miglior film in lingua straniera (Italia)

- 1977 - Directors Guild of America Award
  - Candidatura come migliore regia a Lina Wertmüller
- 1977 - New York Film Critics Circle Awards
  - Candidatura come miglior film a Lina Wertmüller
  - Candidatura come migliore regia a Lina Wertmüller
  - Candidatura come migliore sceneggiatura originale a Lina Wertmüller